# Venerupis aurea
Venerupis aurea är en musselart som först beskrevs av Gmelin 1791.  I den svenska databasen Dyntaxa används istället namnet Paphia aurea. Enligt Catalogue of Life ingår Venerupis aurea i släktet Venerupis och familjen venusmusslor, men enligt Dyntaxa är tillhörigheten istället släktet Paphia och familjen venusmusslor. Arten är reproducerande i Sverige. Inga underarter finns listade i Catalogue of Life.